# Guillaume Mirabel
Pour les articles homonymes, voir Mirabel.
Guillaume Mirabel, né le 29 août 1744 à Fitou (Aude), mort le 13 août 1794, à la bataille de Saint-Laurent-de-la-Mouga (Espagne), est un général de brigade de la Révolution française.

## États de service
Il entre en service le 11 avril 1768, au régiment de dragons de Languedoc, et il est congédié le 31 décembre 1772. Le 1er octobre 1780, il obtient la place de peseur au bureau des douanes d’Agde.
Le 12 mai 1793, il est nommé par les représentants du peuple, lieutenant instructeur de la cavalerie dans les départements du Gard et de l’Hérault, et le 30 juin suivant il passe capitaine instructeur de toute la cavalerie et de l’artillerie légère de l’armée des Pyrénées orientales. Il est blessé le 19 mai d’un coup de feu à la jambe droite, le 17 juillet d’un coup de sabre à l’épaule droite au combat de Thuir, le 29 août, d’un coup de sabre à la tête, et le 17 septembre d’un coup de sabre à la main droite. Le 27 septembre suivant, il prend le commandement des flanqueurs à cheval de l’armée.
Il est promu général de brigade le 23 décembre 1793, et il sert sous les ordres du général Dugommier.
Il est tué d’une balle dans la tête, le 13 août 1794, à la bataille de Saint-Laurent-de-la-Mouga, en enfonçant avec sa brigade une colonne espagnole. Il est enterré le lendemain au camp de la Magdeleine, au pied de l’arbre de la liberté. Le 22 août 1794, la convention décrète que son nom soit inscrit sur la colonne du Panthéon. 
Son nom est gravé sur l’Arc de Triomphe de l'Étoile, 38e colonne.

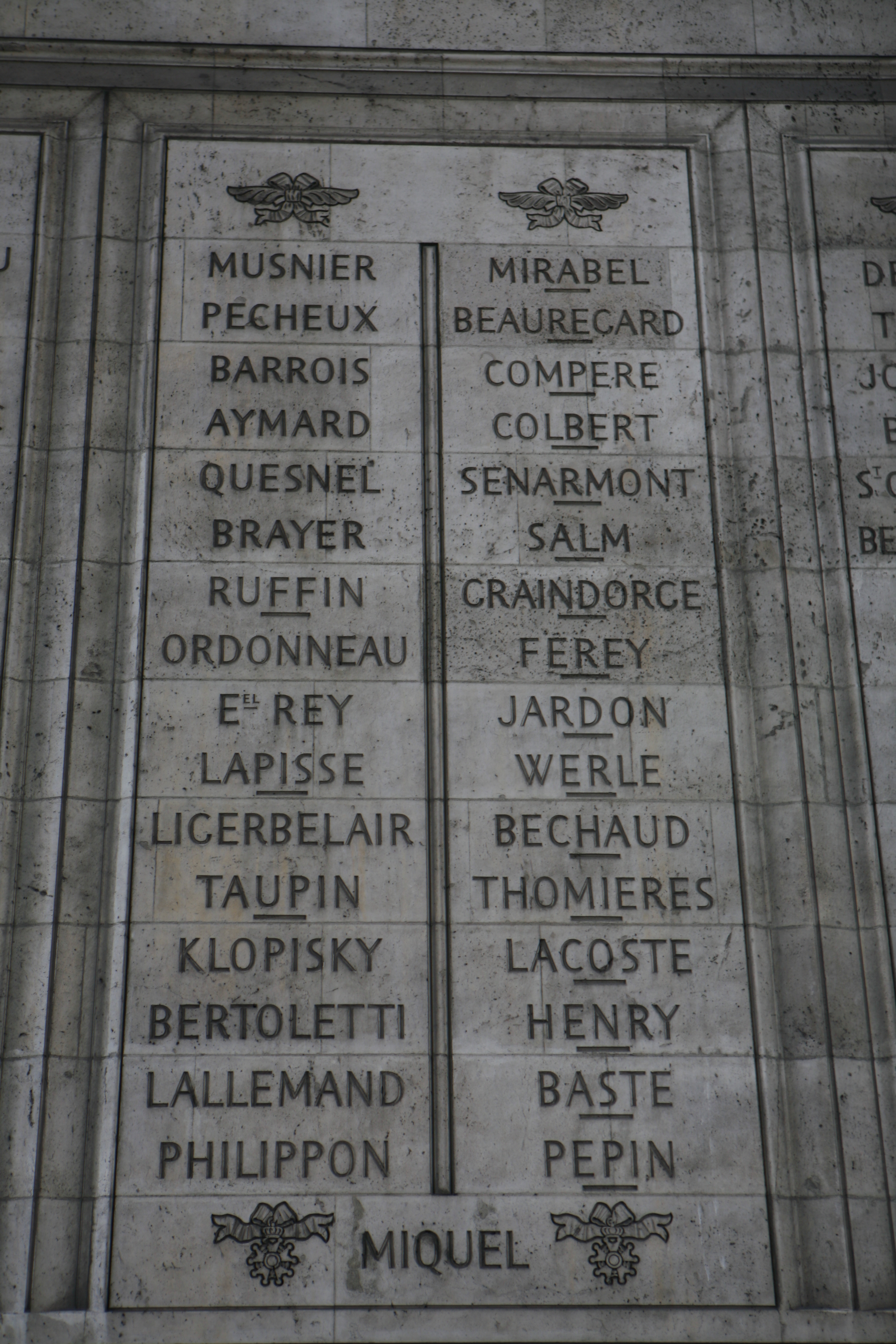
Noms gravés sous l'arc de triomphe de l'Étoile : pilier Ouest, 37e et 38e colonnes.

## Sources
- (en) « Generals Who Served in the French Army during the Period 1789 - 1814: Eberle to Exelmans »
- Jacques Charavay, Les généraux morts pour la patrie, 1792-1871 : notice biographiques, Au siège de la société, 1893, 160 p. (lire en ligne), p. 24.
- Galeries historiques du Palais de Versailles, tome VI, 1840 (lire en ligne)
- (pl) « Napoléon.org.pl »
- Georges Six, Dictionnaire biographique des généraux & amiraux français de la Révolution et de l'Empire (1792-1814) Paris : Librairie G. Saffroy, 2003, 2 vol.